# Claudia Bokelová
Claudia Bokelová (* 30. srpna 1973 Ter Apel, Nizozemsko) je bývalá německá sportovní šermířka, která se specializovala na šerm kordem. Německo reprezentovala v devadesátých letech a v prvním desetiletí jednadvacátého století. Na olympijských hrách startovala v roce 1996, 2000 a 2004 v soutěži jednotlivkyň a družstev. V soutěži jednotlivkyň se na olympijských hrách 2000 probojovala do čtvrtfinále. V roce 2001 získala titul mistryně světa a v roce 2006 získala titul mistryně Evropy v soutěži jednotlivkyň. S německým družstvem kordistek vybojovala na olympijských hrách 2004 stříbrnou olympijskou medaili. S družstvem kordistek dále vybojovala v roce 1993, 1997 a 2003 druhé místo na mistrovství světa a v roce 1998 vybojovala s družstvem titul mistryň Evropy.